# Rick Roderick
Rick Roderick, född 16 juni 1949 i Abilene, Texas, död 18 januari 2002, var en amerikansk professor i filosofi, mest känd för sina föreläsningar vilka spreds via videokassetter.

## Verk
Roderick studerade först kommunikation, men kom efter några år att studera filosofi. Han avlade kandidatexamen vid University of Texas. Han avlade doktorsexamen vid University of Texas med Douglas Kellner som handledare.